# Nekrolog März 2001
Nekrolog
◄◄
| ◄
| 1997
| 1998
| 1999
| 2000
| 2001 | 2002 | 2003 | 2004 | 2005 | ► | ►►
Januar |
Februar |
März |
April |
Mai |
Juni |
Juli |
August |
September |
Oktober |
November |
Dezember 2001
Weitere Ereignisse | Allgemeiner Nekrolog 2001
Die Beschreibung der verstorbenen Person sollte so kurz wie möglich gehalten sein und nur deren signifikante Tätigkeit(en) enthalten.
Neue Namen ggf. auch unter dem Geburts- und Sterbedatum, also etwa unter 1. Januar und im Geburts- und Sterbejahr (2024) eintragen (nur bei entsprechender großer Wichtigkeit). Für Beispiele siehe die schon vorhandenen Artikel.
Außerdem über die fünf zuletzt Verstorbenen, zu denen es einen ausreichend guten Artikel für eine Präsentation auf der Hauptseite gibt, nach der todesbedingten Überarbeitung der Artikel ggf. auch unter Wikipedia Diskussion:Hauptseite informieren und sie am besten auch in den anderen Wikipedia-Sprachversionen eintragen. Tipp: Regelmäßig bei news.google.de nach „ist tot“, „gestorben“ oder „verstorben“ suchen.
Wenn eine Person gestorben ist, gibt es viele Seiten zu dieser Person in der Wikipedia, die davon auch betroffen sind und entsprechend aktualisiert werden müssen. Beispiele: Namenübersichtsseite, Geburtsjahr, Geburtsort-Seiten und viele mehr.
Wie finde ich die betroffenen Seiten?
Im Suchfeld auf der linken Seite gibt man den Suchbegriff so ein: „Vorname Nachname“. Dann klickt man auf Volltext und alle Seiten mit entsprechendem Suchtext werden aufgerufen. Hier sieht man dann schnell, wo auch das Todesjahr Sinn macht oder sogar ein Teil des Artikels angepasst werden muss. Auch hilft das „Werkzeug“ auf der linken Seite sehr gut, um solche Seiten aufzufinden: „Links auf diese Seite“. Somit ist die Wikipedia wieder aktuell in allen Bereichen! Hinweis: bei Eintragung der Kategorie „Gestorben JAHR“ wird der Missbrauchsfilter 49 ausgelöst, was jedoch nicht schlimm ist. Siehe: Spezial:Missbrauchsfilter/49
Dies ist eine Liste von im März 2001 verstorbenen bekannten Persönlichkeiten. Die Einträge erfolgen innerhalb der einzelnen Daten alphabetisch sortiert. Tiere sind im Nekrolog für Tiere zu finden.

## März
| Tag                    | Name                                     | Beruf, bekannt als                                                                                              | Alter | Beleg |
| ---------------------- | ---------------------------------------- | --- | ----- | ----- |
| 1. März                | Antonia Ciasca                           | italienische Archäologin                                                                                        | 70    |       |
| 1. März                | Jean-Luc Fournier                        | französischer Fußballspieler                                                                                    | 42    |       |
| 1. März                | Vincenz Fuchs                            | deutscher Fußballspieler                                                                                        | 63    |       |
| 1. März                | Georg Gruson                             | deutscher Ingenieur und Hochschullehrer                                                                         | 96    |       |
| 1. März                | Oda Minoru                               | japanischer Astrophysiker                                                                                       | 78    |       |
| 1. März                | Colin Webster                            | walisischer Fußballspieler                                                                                      | 68    |       |
| 1. März                | Marcello Zago                            | italienischer Geistlicher, Generaloberer der Oblaten der Makellosen Jungfrau Maria                              | 68    |       |
| 2. März                | Ursula Benser                            | deutsche Malerin                                                                                                | 85    |       |
| 2. März                | George Duff                              | kanadischer Mathematiker                                                                                        | 74    |       |
| 2. März                | Louis Faurer                             | US-amerikanischer Fotograf                                                                                      | 84    |       |
| 2. März                | Otto-Friedrich Freiherr von Gamm         | deutscher Rechtswissenschaftler und Richter am Bundesgerichtshof                                                | 77    |       |
| 2. März                | Lonnie Glosson                           | US-amerikanischer Old-Time- und Country-Musiker sowie Mundharmonika-Spieler                                     | 93    |       |
| 2. März                | Heinz Götze                              | deutscher Verleger                                                                                              | 88    |       |
| 2. März                | Johannes-Matthias Hönscheid              | deutscher Offizier und Kriegsberichterstatter im Zweiten Weltkrieg                                              | 78    |       |
| 2. März                | Paul Ibenthaler                          | deutscher Maler, Bildhauer und Autor                                                                            | 80    |       |
| 2. März                | Elizeu Simões Mendes                     | brasilianischer Geistlicher und römisch-katholischer Bischof von Campo Mourão                                   | 85    |       |
| 2. März                | Hans Nicklisch                           | deutscher Schriftsteller und Übersetzer                                                                         | 89    |       |
| 2. März                | William Stratton                         | US-amerikanischer Politiker                                                                                     | 87    |       |
| 2. März                | Erik Wiedemann                           | dänischer Jazz-Wissenschaftler und Jazzautor                                                                    | 70    |       |
| 3. März                | Undine von Blottnitz                     | deutsche Politikerin (Bündnis 90/Die Grünen), MdEP                                                              | 64    |       |
| 3. März                | Anton Böhringer                          | deutscher Jurist                                                                                                | 77    |       |
| 3. März                | Fred Lasswell                            | US-amerikanischer Comiczeichner                                                                                 | 84    |       |
| 3. März                | Gabriel Lisette                          | tschadischer Politiker                                                                                          | 81    |       |
| 3. März                | Maija Isola                              | finnische Designerin und Künstlerin                                                                             | 73    |       |
| 3. März                | Werner Raith                             | deutscher Erziehungswissenschaftler, Schriftsteller, Journalist und Übersetzer                                  |       |       |
| 3. März                | Eugene Sledge                            | US-amerikanischer Soldat, Autor und Hochschullehrer                                                             | 77    |       |
| 4. März                | Gerardo Barbero                          | argentinischer Schachgroßmeister                                                                                | 39    |       |
| 4. März                | Jean René Bazaine                        | französischer Maler                                                                                             | 96    |       |
| 4. März                | Joost van den Biesen                     | niederländischer Ordensgeistlicher, katholischer Bischof                                                        | 87    |       |
| 4. März                | Paul Broicher                            | deutscher Jurist und langjähriger Hauptgeschäftsführer des Deutschen Industrie- und Handelstages                | 86    |       |
| 04. März               | Clyde Coffman                            | US-amerikanischer Leichtathlet                                                                                  | 89    |       |
| 4. März                | Julius Lehlbach                          | deutscher Gewerkschafter und Politiker (SPD), MdL                                                               | 79    |       |
| 4. März                | Jim Rhodes                               | US-amerikanischer Politiker                                                                                     | 91    |       |
| 4. März                | Ronald Stratford Scrivener               | britischer Botschafter                                                                                          | 81    |       |
| 4. März                | Harold Stassen                           | US-amerikanischer Politiker (Republikaner)                                                                      | 93    |       |
| 4. März                | Falk Volkhardt                           | deutscher Unternehmer und Hotelier                                                                              | 75    |       |
| 4. März                | Hans Walter                              | deutscher Klassischer Archäologe                                                                                | 80    |       |
| 5. März                | Frans De Mulder                          | belgischer Radrennfahrer                                                                                        | 63    |       |
| 5. März                | Marcel Inné                              | nigrischer Lehrer und Politiker                                                                                 | 66    |       |
| 5. März                | Georg Rösler                             | deutscher Politiker (CDU), MdL                                                                                  | 79    |       |
| 5. März                | Ruhi Sarıalp                             | türkischer Leichtathlet                                                                                         | 76    |       |
| 6. März                | Mario Covas                              | brasilianischer Politiker                                                                                       | 70    |       |
| 6. März                | Luce d’Eramo                             | italienische Autorin                                                                                            | 75    |       |
| 6. März                | Nane Germon                              | französische Schauspielerin                                                                                     | 91    |       |
| 6. März                | Karl Gieth                               | deutscher Maler, Grafiker und Keramiker                                                                         | 96    |       |
| 6. März                | Jan Kees Haalebos                        | niederländischer Provinzialrömischer Archäologe                                                                 | 58    |       |
| 6. März                | Porfirio R. Iligan                       | philippinischer Geistlicher, katholischer Bischof                                                               | 78    |       |
| 6. März                | Jim Taylor                               | englischer Fußballspieler                                                                                       | 83    |       |
| 7. März                | David Astor                              | britischer Journalist und Zeitungsverleger                                                                      | 89    |       |
| 7. März                | Frankie Carle                            | US-amerikanischer Big-Band-Leader und Posaunist                                                                 | 97    |       |
| 7. März                | Inge Edler                               | schwedischer Mediziner und Kardiologe                                                                           | 89    |       |
| 7. März                | Reinhold Frank                           | deutscher Schriftsteller                                                                                        | 82    |       |
| 7. März                | Ebbe Schmidt Nielsen                     | dänischer Entomologe                                                                                            | 50    |       |
| 7. März                | Park Chung-hoon                          | südkoreanischer Politiker und Premierminister                                                                   | 82    |       |
| 7. März                | Walter Pass                              | österreichischer Musikwissenschaftler                                                                           | 59    |       |
| 7. März                | Rainer Schaper                           | deutscher Filmarchitekt, -ausstatter und -produzent                                                             | 51    |       |
| 7. März                | Franz Emanuel Weinert                    | deutscher Psychologe                                                                                            | 70    |       |
| 8. März                | Frances Adaskin                          | kanadische Pianistin                                                                                            | 100   |       |
| 8. März                | Adolf Armbruster                         | rumänischer Historiker siebenbürgisch-sächsischer Herkunft                                                      | 59    |       |
| 8. März                | Ursula Brömme                            | deutsche Sängerin (Alt, Sopran)                                                                                 | 69    |       |
| 8. März                | Joseph Cunnane                           | irischer Erzbischof                                                                                             | 87    |       |
| 8. März                | Judith Melles                            | ungarische Schauspielerin                                                                                       | 71    |       |
| 8. März                | Manfred Schmitt-Fiebig                   | deutscher Architekt                                                                                             | 76    |       |
| 8. März                | Ninette de Valois                        | irische Tänzerin des klassischen Balletts und Gründerin des Royal Ballet                                        | 102   |       |
| 8. März                | Albert Vogler                            | deutscher Opernsänger                                                                                           | 81    |       |
| 8. März                | Edward Winter                            | US-amerikanischer Schauspieler                                                                                  | 63    |       |
| 9. März                | Vincent Alo                              | US-amerikanischer Mobster                                                                                       | 96    |       |
| 9. März                | Spencer Bernard                          | US-amerikanischer Politiker                                                                                     | 83    |       |
| 9. März                | Sumitro Djojohadikusumo                  | indonesischer Politiker, Wirtschaftswissenschaftler und Hochschullehrer                                         | 83    |       |
| 9. März                | Henry Jonsson                            | schwedischer Leichtathlet                                                                                       | 88    |       |
| 9. März                | Hermann Kugelstadt                       | deutscher Filmregisseur und Drehbuchautor                                                                       | 89    |       |
| 9. März                | Karl Lafer                               | österreichischer Landwirt und Politiker (ÖVP), Abgeordneter zum Nationalrat                                     | 78    |       |
| 9. März                | Leopold Pfefferberg                      | polnisch-jüdischer Holocaust-Überlebender, der zu den „Schindlerjuden“ gezählt wurde                            | 87    |       |
| 9. März                | Giancarlo Prete                          | italienischer Schauspieler                                                                                      | 59    |       |
| 10. März               | Hilde Braunthal                          | österreichisch-US-amerikanische Sozialdemokratin und Sozialarbeiterin                                           | 97    |       |
| 10. März               | Nicholas Georgiadis                      | griechisch-britischer Maler, Kostüm- und Bühnenbildner                                                          | 77    |       |
| 10. März               | Oskar Kleinsasser                        | österreichischer HNO-Arzt                                                                                       | 71    |       |
| 10. März               | Hermann Mai                              | deutscher Pädiater und Hochschullehrer                                                                          | 99    |       |
| 10. März               | Frank Marsh                              | US-amerikanischer Politiker                                                                                     | 76    |       |
| 10. März               | Massimo Morsello                         | italienischer Sänger, Komponist und Neofaschist                                                                 | 42    |       |
| 10. März               | Inge Thiess-Böttner                      | deutsche Malerin und Grafikerin                                                                                 | 76    |       |
| 10. März               | Michael Woodruff                         | britischer Chirurg                                                                                              | 89    |       |
| 11. März               | Herbert W. Köhler                        | deutscher Politiker (CDU), MdB, MdEP                                                                            | 81    |       |
| 11. März               | Otto Kraus                               | deutscher Gewerkschafter und Politiker (SPD)                                                                    | 92    |       |
| 11. März               | Tatjana Lietz                            | deutsche Malerin                                                                                                | 84    |       |
| 11. März               | Heinz Lohmann                            | deutscher Organist, Komponist und Herausgeber                                                                   | 66    |       |
| 11. März               | Wolfgang Oppermann                       | deutscher Maler, Grafiker und Bildhauer der Pop-Art und Konzeptkunst                                            | 63    |       |
| 12. März               | Peter Bielenberg                         | deutscher Jurist und Widerstandskämpfer gegen den Nationalsozialismus                                           | 89    |       |
| 12. März               | Charles Dobias                           | kanadischer Geiger                                                                                              | 86    |       |
| 12. März               | Dorothee Fliess                          | deutsche Verfolgte des Nationalsozialismus                                                                      | 79    |       |
| 12. März               | Margret Fusbahn                          | Schweizer Flugpionierin                                                                                         | 93    |       |
| 12. März               | Alan Greene                              | US-amerikanischer Wasserspringer                                                                                | 89    |       |
| 12. März               | Jules Lismonde                           | belgischer Maler, Grafiker und Zeichner                                                                         | 92    |       |
| 12. März               | Robert Ludlum                            | US-amerikanischer Schriftsteller, Schauspieler und Produzent                                                    | 73    |       |
| 12. März               | Sidney Dillon Ripley                     | US-amerikanischer Ornithologe und Naturschützer                                                                 | 87    |       |
| 12. März               | Hans Tschumi                             | Schweizer Tierarzt und Politiker                                                                                | 92    |       |
| 12. März               | Victor Westhoff                          | niederländischer Botaniker, Dichter und Naturschützer                                                           | 84    |       |
| 13. März               | John A. Alonzo                           | US-amerikanischer Kameramann                                                                                    | 66    |       |
| 13. März               | Bill Bland                               | britischer Marxist-Leninist und Optiker                                                                         | 84    |       |
| 13. März               | Peter Klepatz                            | deutscher Fußballspieler                                                                                        | 63    |       |
| 13. März               | Henry Lee Lucas                          | US-amerikanischer Serienmörder                                                                                  | 64    |       |
| 13. März               | Cranley Onslow                           | britischer Life Peer und Politiker (Conservative Party)                                                         | 74    |       |
| 13. März               | Harri Reinert                            | deutscher Politikwissenschaftler und Politiker                                                                  | 71    |       |
| 13. März               | Jutta Rüdiger                            | deutsche Psychologin und BDM-Reichsreferentin                                                                   | 90    |       |
| 14. März               | Anton Zimmermann                         | österreichischer Politiker (SPÖ), Mitglied des Bundesrates                                                      | 88    |       |
| 14. März               | Ernst Zodl                               | österreichischer Beamter und Politiker (SPÖ), Abgeordneter zum Nationalrat                                      | 76    |       |
| 15. März               | Gaetano Cozzi                            | italienischer Historiker                                                                                        | 78    |       |
| 15. März               | Durward Gorham Hall                      | US-amerikanischer Politiker                                                                                     | 90    |       |
| 15. März               | Sepp Huter                               | österreichischer Kapellmeister und Komponist                                                                    | 71    |       |
| 15. März               | Ann Sothern                              | US-amerikanische Schauspielerin                                                                                 | 92    |       |
| 16. März               | Johannes Benzing                         | deutscher Turkologe                                                                                             | 88    |       |
| 16. März               | Otfried Deubner                          | deutscher Klassischer Archäologe und Diplomat                                                                   | 92    |       |
| 16. März               | Juliette Huot                            | kanadische Schauspielerin                                                                                       | 89    |       |
| 16. März               | Gerhard Kuske                            | deutscher Politiker (GB/BHE), MdL                                                                               | 89    |       |
| 16. März               | Johann Millendorfer                      | österreichischer Entwicklungsforscher und Pionier der Systemanalyse                                             | 79    |       |
| 16. März               | Elio Scardamaglia                        | italienischer Filmproduzent                                                                                     | 80    |       |
| 16. März               | Maria von Tasnady                        | ungarische Schauspielerin                                                                                       | 89    |       |
| 16. März               | Bob Wollek                               | französischer Autorennfahrer                                                                                    | 57    |       |
| 17. März               | Arthur Covington                         | kanadischer Physiker                                                                                            | 87    |       |
| 17. März               | Heinz Nickelsburg                        | deutsch-britischer Tischtennisspieler                                                                           | 88    |       |
| 17. März               | Günther Ruprecht                         | deutscher Verleger                                                                                              | 103   |       |
| 17. März               | Richard Steere                           | US-amerikanischer Fechter                                                                                       | 92    |       |
| 17. März               | Ralph Thomas                             | englischer Filmregisseur                                                                                        | 85    |       |
| 17. März               | Sinaida Borissowna Woronina              | sowjetische Turnerin und Olympiasiegerin                                                                        | 53    |       |
| 18. März               | Johannes Burow                           | deutscher Klassischer Archäologe                                                                                | 47    |       |
| 18. März               | Friedrich-Wilhelm Heel                   | deutscher Brigadegeneral der Bundeswehr                                                                         | 86    |       |
| 18. März               | Kurt Muthspiel                           | österreichischer Chorerzieher und Komponist                                                                     | 69    |       |
| 18. März               | Rupert Nurse                             | trinidadischer Jazz- und Unterhaltungsmusiker                                                                   | 90    |       |
| 18. März               | John Phillips                            | US-amerikanischer Musiker, Mitbegründer der Gruppe The Mamas and the Papas                                      | 65    |       |
| 18. März               | Dirk Polder                              | niederländischer Physiker                                                                                       | 81    |       |
| 18. März               | Bernd Rabe                               | deutscher Jazzmusiker                                                                                           | 73    |       |
| 18. März               | Josef Schramm                            | österreichischer Hochschullehrer, Bakteriologe und Geograph                                                     | 81    |       |
| 19. März               | Kurt Bergel                              | deutsch-jüdischer Lehrer und Hochschullehrer, Professor für vergleichende Literaturwissenschaft                 | 89    |       |
| 19. März               | Joachim Borneff                          | deutscher Hygieniker                                                                                            | 80    |       |
| 19. März               | Otto Coninx-Wettstein                    | Schweizer Jurist und Verleger                                                                                   | 85    |       |
| 19. März               | Ernst Froebel                            | deutscher Sozialist und Widerständler gegen den Nationalsozialismus                                             | 88    |       |
| 19. März               | Günther Hornschuh                        | deutscher Architekt                                                                                             | 75    |       |
| 19. März               | Erich Sauer                              | deutscher Politiker (CSU), MdL                                                                                  | 84    |       |
| 19. März               | Wera Tuljakowa                           | sowjetische bzw. russische Kunstwissenschaftlerin, Journalistin und Hochschullehrerin                           | 68    |       |
| 20. März               | Ilie Verdeț                              | rumänischer Politiker                                                                                           | 75    |       |
| 21. März               | Dora Alonso                              | kubanische Journalistin und Schriftstellerin                                                                    | 90    |       |
| 21. März               | Ovidiu Bădilă                            | rumänischer Kontrabassist                                                                                       | 38    |       |
| 21. März               | Jay Cameron                              | US-amerikanischer Jazz-Altsaxophonist und Baritonsaxophonist des Modern Jazz                                    | 72    |       |
| 21. März               | Chung Ju-yung                            | südkoreanischer Unternehmer und Industriemagnat                                                                 | 85    |       |
| 21. März               | Barbara Cramer-Nauhaus                   | deutsche Anglistin und Übersetzerin                                                                             | 73    |       |
| 21. März               | Heinrich Krebs                           | deutscher Jurist, Richter am deutschen Bundessozialgericht                                                      | 91    |       |
| 21. März               | Wim van der Kroft                        | niederländischer Kanute                                                                                         | 84    |       |
| 21. März               | Tenho Sauren                             | finnischer Schauspieler und Komiker                                                                             | 74    |       |
| 21. März               | Basilea Schlink                          | deutsche evangelische Ordensgründerin                                                                           | 96    |       |
| 21. März               | Anthony Steel                            | britischer Schauspieler                                                                                         | 80    |       |
| 22. März               | Else Boy                                 | deutsche Theater- und Filmschauspielerin                                                                        | 90    |       |
| 22. März               | Stepas Butautas                          | sowjetisch-litauischer Basketballtrainer und -spieler                                                           | 75    |       |
| 22. März               | Sabiha Gökçen                            | türkische Kampfpilotin                                                                                          | 88    |       |
| 22. März               | William Hanna                            | US-amerikanischer Zeichentrickfilmer und Produzent                                                              | 90    |       |
| 22. März               | Petre Hârtopeanu                         | rumänisch-deutscher Maler und Hochschullehrer                                                                   | 87    |       |
| 22. März               | Thea Hauschild                           | deutsche Politikerin (SED), Volkskammerabgeordnete, Oberbürgermeisterin von Dessau                              | 68    |       |
| 22. März               | Edith Oppenheim-Jonas                    | deutsch-schweizerische Malerin, Zeichnerin und Karikaturistin                                                   | 93    |       |
| 22. März               | Karl-Ludwig Stellmacher                  | deutscher Mathematiker und Hochschullehrer                                                                      | 91    |       |
| 22. März               | Søren Weiss                              | dänischer Schauspieler                                                                                          | 78    |       |
| 22. März oder 23. März | Toby Wing                                | US-amerikanische Schauspielerin und Fotomodell                                                                  | 85    |       |
| 23. März               | Louis Dudek                              | kanadischer Dichter, Hochschullehrer, Essayist und Literaturkritiker                                            | 83    |       |
| 23. März               | Heinz von zur Gathen                     | deutscher Generalleutnant der Bundeswehr                                                                        | 76    |       |
| 23. März               | Margaret Jones                           | britische Archäologin                                                                                           | 84    |       |
| 23. März               | Gisbert Kley                             | deutscher Jurist, Manager und Politiker (CSU), MdB                                                              | 96    |       |
| 23. März               | Hans Lala                                | österreichischer Politiker (SPÖ), Mitglied des Bundesrates                                                      | 79    |       |
| 23. März               | Sy Mann                                  | US-amerikanischer Jazz- und Unterhaltungsmusiker                                                                | 80    |       |
| 23. März               | David McTaggart                          | kanadischer Greenpeace-Aktivist, -Funktionär und Badmintonspieler                                               | 68    |       |
| 23. März               | Karlis Ozols                             | lettisch-australischer Schachspieler                                                                            | 88    |       |
| 23. März               | Ulrich Stechele                          | deutscher Politiker (CDU), MdL, Diplomingenieur und Architekt                                                   | 59    |       |
| 24. März               | Birgit Åkesson                           | schwedische Tänzerin und Choreographin                                                                          | 93    |       |
| 24. März               | Debabrata Basu                           | indischer mathematischer Statistiker                                                                            | 76    |       |
| 24. März               | Alessandro Maria Gottardi                | italienischer Erzbischof des Erzbistums Trient                                                                  | 88    |       |
| 24. März               | Alfred Guss                              | österreichischer Herausgeber, Schauspieler, Regisseur, Conférencier, Humorist und Sprecher                      | 73    |       |
| 24. März               | Otto Hachenberg                          | deutscher Astrophysiker                                                                                         | 89    |       |
| 24. März               | Nicholas G. L. Hammond                   | britischer Althistoriker                                                                                        | 93    |       |
| 24. März               | Tambi Larsen                             | dänisch-US-amerikanischer Artdirector                                                                           | 86    |       |
| 24. März               | Maria Lobe                               | deutsche Widerstandskämpferin gegen den Nationalsozialismus und ein hochrangiges Mitglied der Nationalen Vol... | 88    |       |
| 24. März               | Oimatsu Kazuyoshi                        | japanischer Eiskunstläufer                                                                                      | 89    |       |
| 24. März               | Karl Schönböck                           | österreichischer Schauspieler                                                                                   | 92    |       |
| 24. März               | Alma Weiss                               | deutsch-US-amerikanische Pianistin und Überlebende der NS-Judenverfolgung                                       | 93    |       |
| 25. März               | Carlet Auguste                           | haitianischer Politiker und Diplomat                                                                            | 97    |       |
| 25. März               | Adam Berberich                           | deutscher Politiker (SPD), MdL                                                                                  | 86    |       |
| 25. März               | Larry Lansburgh                          | US-amerikanischer Filmregisseur, -produzent, Drehbuchautor und Kameramann                                       | 89    |       |
| 25. März               | Mattheus Pronk                           | niederländischer Radrennfahrer, Weltmeister (Radsport)                                                          | 53    |       |
| 26. März               | Michael Cocks, Baron Cocks of Hartcliffe | britischer Politiker, Mitglied des House of Commons, Life Peer                                                  | 71    |       |
| 26. März               | Claus Laubscher                          | deutscher Künstler                                                                                              | 50    |       |
| 26. März               | Fredy Reyna                              | venezolanischer Cuatrospieler und Musikpädagoge                                                                 | 83    |       |
| 26. März               | Piotr Sobociński                         | polnischer Kameramann                                                                                           | 43    |       |
| 27. März               | Robert Anhegger                          | deutscher Germanist und Turkologe                                                                               | 89    |       |
| 27. März               | Therese Hallinger                        | deutsche Handwerksmeisterin und Kunstdozentin                                                                   | 91    |       |
| 27. März               | Ernst Horn                               | deutscher Politiker (FDJ/SED)                                                                                   | 88    |       |
| 27. März               | Boris Wiktorowitsch Rauschenbach         | russischer Physiker, Begründer der sowjetischen Raumfahrt                                                       | 86    |       |
| 27. März               | Gerard Verbeke                           | belgischer Priester, Philosophiehistoriker und Hochschullehrer                                                  | 90    |       |
| 27. März               | Cinzio Violante                          | italienischer Historiker                                                                                        | 79    |       |
| 28. März               | Jim Benton                               | US-amerikanischer American-Football-Spieler                                                                     | 84    |       |
| 28. März               | George Connor                            | US-amerikanischer Autorennfahrer                                                                                | 94    |       |
| 28. März               | Juliette Ernst                           | Schweizer Altphilologin                                                                                         | 101   |       |
| 28. März               |                                          | deutscher Brigadegeneral                                                                                        | 86    |       |
| 28. März               | Siegbert Hummel                          | deutscher Tibetologe und Kulturhistoriker                                                                       | 92    |       |
| 28. März               | Helge Ingstad                            | norwegischer Archäologe, Schriftsteller und Abenteurer                                                          | 101   |       |
| 28. März               | Moe Koffman                              | kanadischer Jazzmusiker                                                                                         | 72    |       |
| 28. März               | Joachim Lemke                            | deutscher Pantomime, Regisseur und Schauspiel-Dozent                                                            | 58    |       |
| 28. März               | Constantin von Liechtenstein             | liechtensteinischer Adeliger, Mitglied der fürstlichen Familie Liechtensteins und Olympiateilnehmer             | 89    |       |
| 28. März               | Bernhard Müller                          | deutscher Politiker (CDU) und Chemieunternehmer                                                                 | 96    |       |
| 28. März               | Walo Radew                               | bulgarischer Filmregisseur, Kameramann und Drehbuchautor                                                        | 78    |       |
| 28. März               | Friedrich Schiedel                       | deutscher Unternehmer und Mäzen                                                                                 | 87    |       |
| 28. März               | Jørgen Skov                              | dänischer Kameramann                                                                                            | 75    |       |
| 29. März               | Edward Frederick Anderson                | US-amerikanischer Botaniker mit Spezialisierung Kakteengewächse                                                 | 69    |       |
| 29. März               | Milton Batiste                           | US-amerikanischer Jazzmusiker und Bandleader                                                                    | 66    |       |
| 29. März               | Pompeo Giannantonio                      | italienischer Romanist und Italianist                                                                           | 77    |       |
| 29. März               | Jeanette Kimball                         | US-amerikanische Jazzmusikerin und Komponistin                                                                  | 94    |       |
| 29. März               | Bernard Krebs                            | französischer Paläontologe                                                                                      | 66    |       |
| 29. März               | John Lewis                               | US-amerikanischer Jazz-Musiker (Pianist und Komponist)                                                          | 80    |       |
| 29. März               | Tyll Necker                              | deutscher Unternehmer                                                                                           | 71    |       |
| 29. März               | Billy Sanders                            | britischer Sänger                                                                                               | 66    |       |
| 29. März               | Norman Sisisky                           | US-amerikanischer Politiker                                                                                     | 73    |       |
| 30. März               | Cyrus H. Gordon                          | US-amerikanischer Semitist und Orientalist                                                                      | 92    |       |
| 30. März               | Otto Greis                               | deutscher Maler der informellen Kunst                                                                           | 87    |       |
| 30. März               | Esther Nisenthal Krinitz                 | polnisch-US-amerikanische bildende Künstlerin                                                                   | 74    |       |
| 30. März               | Odil Hannes Steck                        | deutscher evangelischer Theologe und Alttestamentler                                                            | 65    |       |
| 31. März               | Jean-Marc Bory                           | französischer Schauspieler                                                                                      | 67    |       |
| 31. März               | Gillian Dobb                             | US-amerikanische Schauspielerin                                                                                 | 71    |       |
| 31. März               | Diego García                             | spanischer Marathonläufer                                                                                       | 39    |       |
| 31. März               | Erich Kosler                             | österreichischer Politiker (SPÖ), Landtagsabgeordneter                                                          | 85    |       |
| 31. März               | Hans-Joachim Mähl                        | deutscher Literaturwissenschaftler und Hochschullehrer                                                          | 77    |       |
| 31. März               | Nakamura Utaemon VI.                     | japanischer Kabuki-Darsteller                                                                                   | 84    |       |
| 31. März               | David Rocastle                           | englischer Fußballspieler                                                                                       | 33    |       |
| 31. März               | Clifford Shull                           | US-amerikanischer Physiker                                                                                      | 85    |       |
| 31. März               | Rob Stolk                                | niederländischer Provo-Aktivist                                                                                 | 55    |       |
| 31. März               | Arthur Geoffrey Walker                   | britischer Mathematiker                                                                                         | 91    |       |
| 31. März               | Márta Záray                              | ungarische Sängerin                                                                                             | 74    |       |
| März                   | Gu Yong-ju                               | nordkoreanischer Amateurboxer                                                                                   | 45    |       |
| März                   | Robert Kehl                              | Schweizer Kirchenkritiker, Theologe, Jurist                                                                     |       |       |
| März                   | Lillian Palmer                           | kanadische Leichtathletin                                                                                       | 87    |       |
| März                   | Heinz Satrapa                            | deutscher Fußballspieler (DDR)                                                                                  | 73    |       |